# Bou Hamdane
Bou Hamdane (em árabe: بوحمدان) é uma cidade e comuna localizada na província de Guelma, Argélia. Segundo o censo de 2008, a população total da cidade era de 4 394 habitantes.